# Unión Deportiva San Sebastián de los Reyes
La Unión Deportiva San Sebastián de los Reyes, también conocida popularmente como Sanse, es un club de fútbol español, situado en la localidad de San Sebastián de los Reyes en la Comunidad de Madrid. Fue fundado en 1971 como Grupo Empresa San Sebastián de los Reyes Educación y Descanso, y juega actualmente en la Segunda Federación.

## Historia

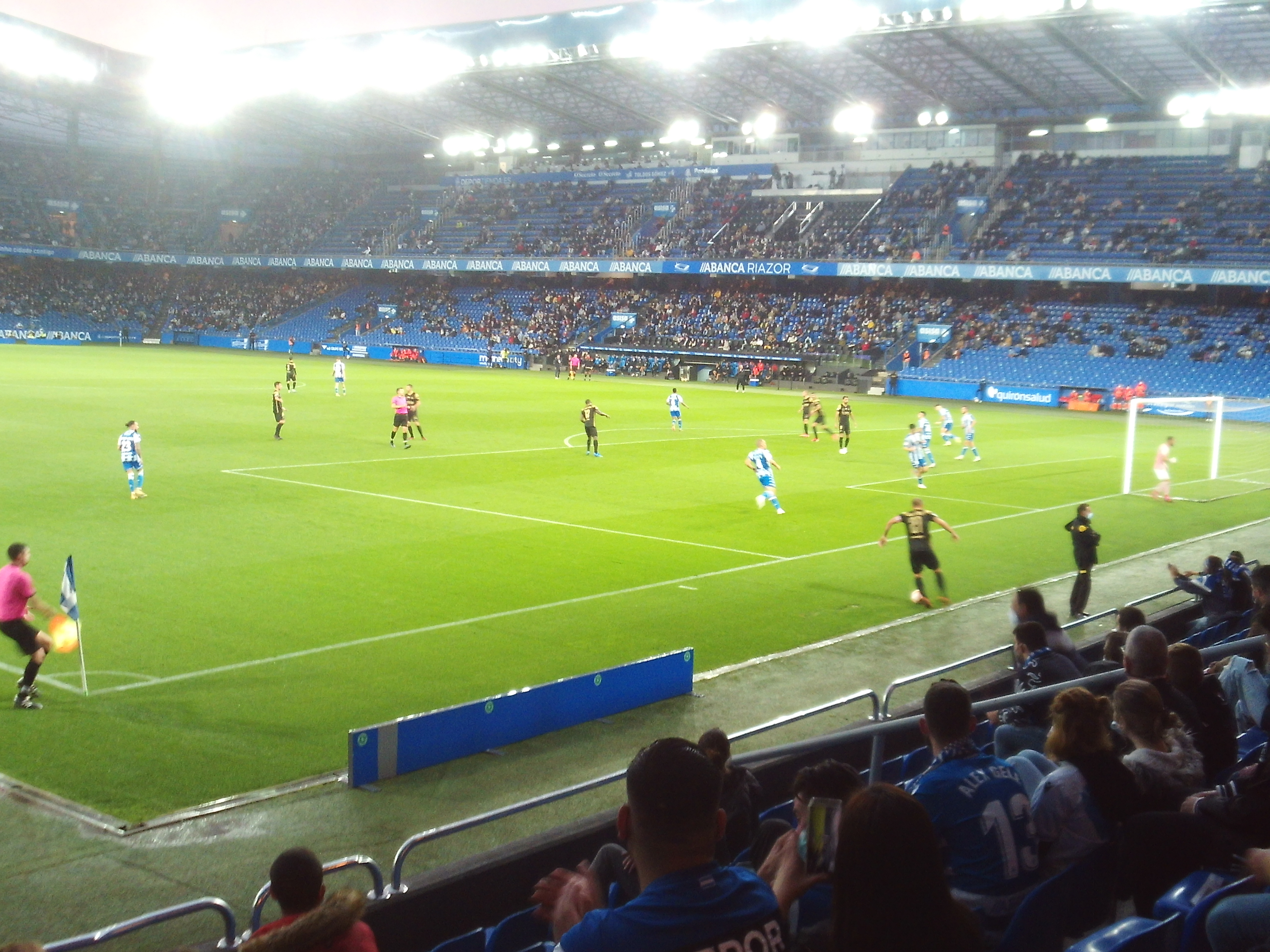
Partido disputado entre el Deportivo de La Coruña y el Sanse.

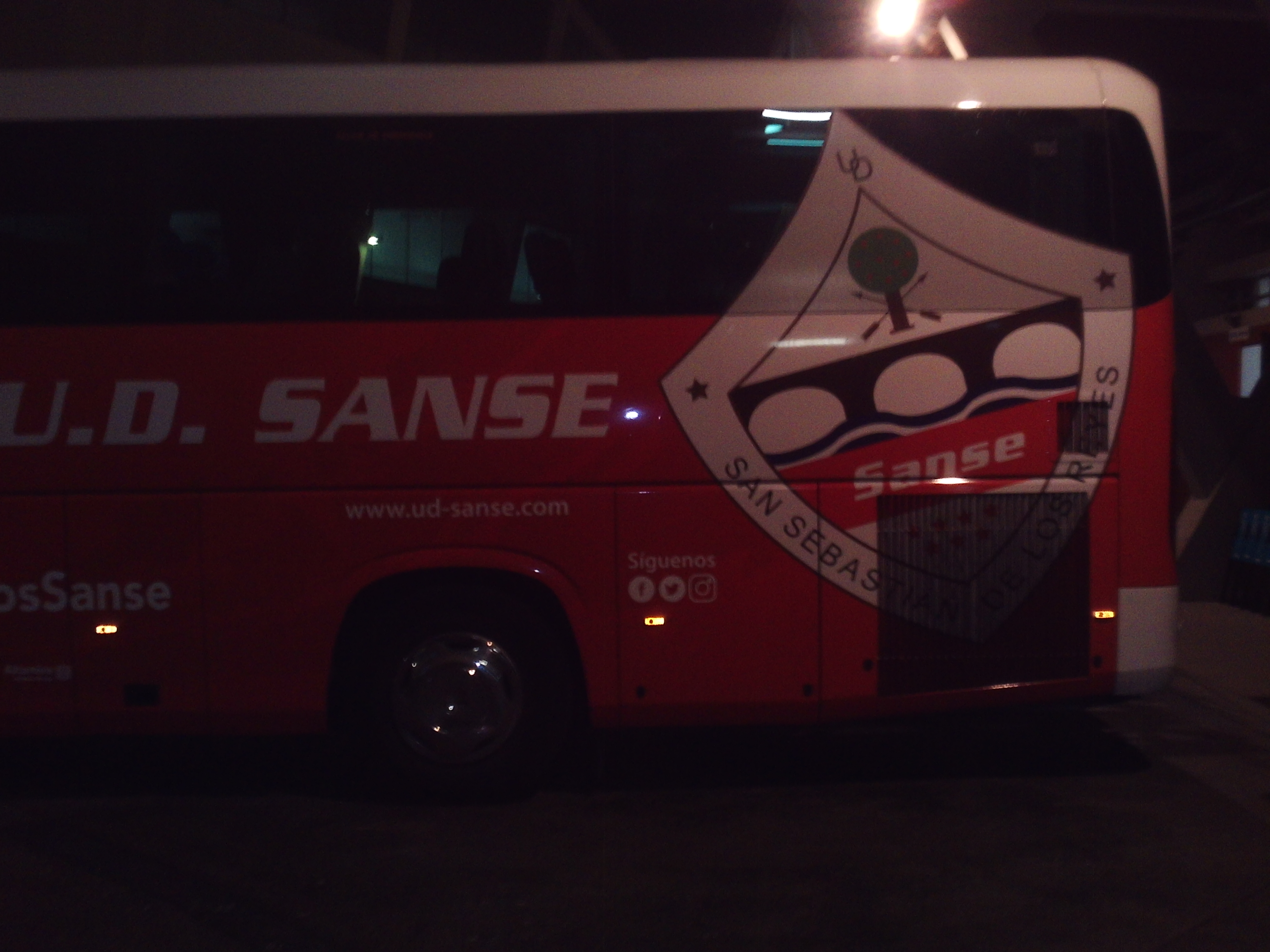
Autobús del Sanse.

El equipo fue fundado en 1971 con el nombre de Grupo Empresa San Sebastián de los Reyes Educación y Descanso, como principal club de la ciudad de San Sebastián de los Reyes. Tras varios años en divisiones inferiores de Madrid, realiza varias inversiones y debutaría en la Tercera División española por primera vez en la temporada 1985-86. Dos años después, y a pesar de terminar en séptima posición, logró ascender por primera vez a Segunda División B en la temporada 1987-88. Desde 1985 el equipo no volvería a jugar en categorías inferiores del fútbol español.
Tras realizar varias temporadas irregulares en las que el club oscila entre la Segunda B y Tercera División, la UD San Sebastián consigue alcanzar los playoff de ascenso a Tercera, subiendo a Segunda B en la temporada 1997-98. El equipo conseguiría permanecer 3 años, llegando en la temporada 1999-00 a alcanzar su mejor temporada con un sexto puesto, pero volvió a descender en el año 2001.
El club permanecería en Tercera dos años, en los cuales logró convertirse por dos ocasiones en el campeón del grupo de Madrid al quedar en primera posición. Durante los últimos años el equipo logró consolidar un bloque de jugadores que llegó incluso a quedarse a dos puntos de la lucha por el ascenso a Segunda División A en la temporada 2006-07.
En la temporada 2007-08 tras cinco temporadas consecutivas en Segunda División B el equipo termina 19º descendiendo a Tercera División tras una desastrosa temporada, donde no consiguió la primera victoria hasta la jornada 16º, y que a pesar de cambiar de entrenador (Pradito, Luis Mayor y Ferri), el equipo finalmente acaba descendiendo con 31 puntos y tan solo 23 goles a favor.
En la temporada 2008-09, en su regreso a la Tercera División, el equipo vuelve a realizar una mala temporada y acaba en 13.ª posición, salvándose del descenso en la última jornada tras vencer por 1-3 al Rayo Vallecano B.
Una temporada después, vuelve a repetir el mismo puesto (13º), en esta ocasión, el equipo realiza una gran primera vuelta que le hace estar en los primeros puestos, pero tras una nefasta vuelta y el estar disputando la Copa Real Federación Española de Fútbol hasta las semifinales frente al Lorca Deportiva, el equipo acaba la temporada sin opciones de ascenso.
El presidente actual del club desde la temporada 2014/2015 es el empresario Miguel Espinosa. Se mantiene como presidente de honor el histórico José Luis de la Hoz Pereira, presidente durante más de diez temporadas durante las cuales el equipo ascendió desde la Tercera Regional hasta la Segunda División "B".

## Vuelta a Segunda División B
En la temporada 2010-11, tras dos pésimas temporadas en Tercera llevaron a replantear las cosas, tanto en el aspecto deportivo como en el económico. El club se vio obligado a reducir un 50 % el presupuesto de esta temporada con respecto a la anterior.
Por ello, la temporada actual se planteó sin objetivos concretos ni ambiciosos. Se ficharon a jugadores sin nombre, de equipos de Tercera División o incluso de Preferente, pero generosos en el trabajo y con ansias de triunfar. Además, se apostó por un entrenador de la casa y se le dio la responsabilidad a Álvaro García Moreno, que había ascendido al filial a Preferente la temporada pasada. Tras una buena temporada, donde el equipo llegó a ser líder en varias jornadas, el equipo termina la liga regular en la 4ª posición y disputa la promoción de ascenso a Segunda "B".
En la Promoción de ascenso a Segunda División B 2011 el equipo madrileño elimina al Villaralbo C.F. con facilidad (4-1 y 0-2) y con sufrimiento ante el C.C.D. Cerceda, campeón del grupo gallego por (3-1 en tierras madrileñas, y derrota 1-0 en Galicia)
En la última ronda se enfrenta a otro campeón de grupo, el C.D. Tudelano. El equipo consigue el ascenso de categoría tras tres temporadas en Tercera División al ganar ambos partidos (2-1 en el partido de ida, y 0-1 en Navarra).
Fruto de su gran temporada, el delantero Javier Patiño es seguido por bastantes clubes de la Liga Adelante tras anotar 22 goles en la Liga regular y seis más en la fase de ascenso. Finalmente tras varias temporadas en la Unión Deportiva San Sebastián de los Reyes ficha por el Córdoba C.F.

## Primer playoff a Segunda División en su historia
En la temporada 2019-2020 y debido a Pandemia de COVID-19 la RFEF decidió que no hubieran descensos a Tercera División. Esto evitó que el conjunto madrileño descendiese de categoría ya que en ese momento se encontraba en la última posición. Para la temporada 2020-2021, Javier Casquero -director deportivo- decidió cambiar la plantilla en su totalidad manteniendo únicamente dos jugadores de la temporada pasada. Se apostó por Marcos Jiménez como entrenador con el objetivo de lograr el acceso a la nueva Primera Federación.
El equipo terminó 1º en la Primera Fase de la Segunda División B de España 2020-21 por delante de equipos tan potentes como el Rayo Majadahonda, Real Madrid Castilla o Atlético Baleares.  En la Segunda Fase el equipo queda encuadrado con Club Deportivo Badajoz, Extremadura Unión Deportiva, Club de Fútbol Talavera y los equipos madrileños del Dux y Real Madrid Castilla logrando acabar en 2ª posición y disputar por primera vez en la historia del club la Play Off de Ascenso a Segunda División.
En el Play Off de Ascenso a Segunda División el equipo disputa su primer partido frente al Algeciras CF en el estadio del CF Villanovense pero el equipo no logra superar la eliminatoria cayendo por 1-3.

## Uniforme

### Equipación 2015/2016
- Primera equipación: Camiseta blanca con franja horizontal roja, pantalón y medias a rayas blancas y rojas.
- Segunda equipación: Camiseta negra con unas finas líneas blancas, pantalón negro y medias negras.

### Marca deportiva y patrocinador
- Temporada 2006-2007.Marca deportiva: Mercury, Patrocinador Construcciones Lozano.
- Temporada 2007-2008.Marca deportiva: Brokal, Patrocinador Construcciones Lozano.
- Temporada 2008-2009.Marca deportiva: Brokal, Patrocinador Construcciones Lozano.
- Temporada 2009-2010.Marca deportiva: Brokal, Patrocinador Construcciones Lozano.
- Temporada 2010-2011.Marca deportiva: Brokal, Patrocinador Construcciones Lozano.
- Temporada 2011-2012.Marca deportiva: Mercury, Patrocinador Construcciones Lozano.
- Temporada 2012-2013.Marca deportiva: Hummel, Patrocinador Santagadea.
- Temporada 2013-2014.Marca deportiva: Futsal, Patrocinador Principal Bovis, Patrocinadores Santagadea, Liceo Sports, LaViña Fitness.
- Temporada 2014-2015.Marca deportiva: Pentex
- Temporada 2015-2016.Marca deportiva: Joma, Patrocinador Principal Bnfit
- Temporada 2016-2017.Marca deportiva: Joma, Patrocinador Principal Procoin Construcciones
- Temporada 2017-2018.Marca deportiva: Joma, Patrocinador Principal Procoin Construcciones,Grupo Serinpsa Greppitex, Ayuntamiento de San Sebastián de los Reyes, Santa Gadea Sport y Reta apuestas.

## Estadio

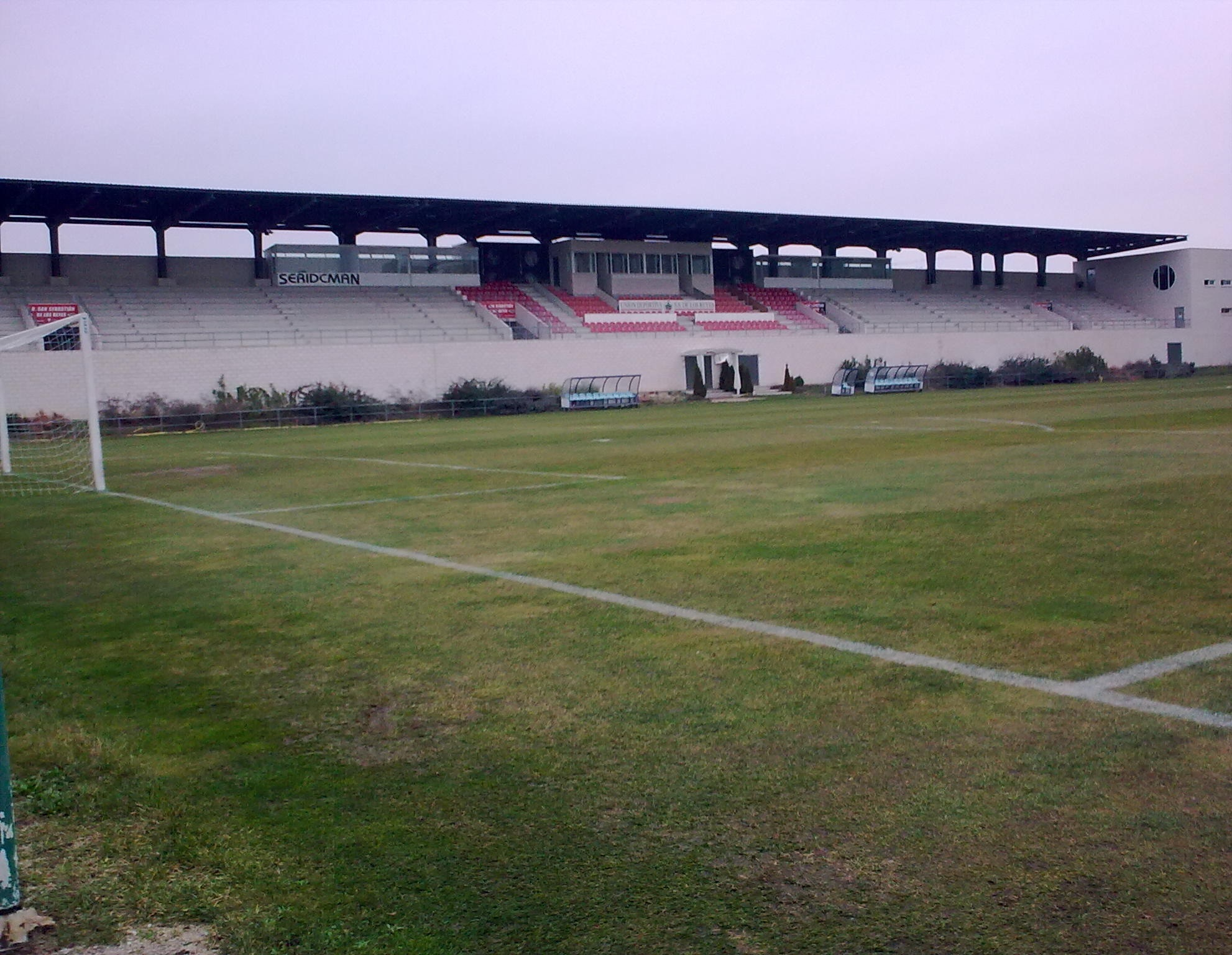
Estadio Nuevo Matapiñonera.

La UD San Sebastián de los Reyes juega sus partidos en el Estadio Municipal Nuevo Matapiñonera, un campo con capacidad para 3.000 espectadores y césped natural. El primer campo del equipo fue el Campo de Deportes de la UD San Sebastián de los Reyes, más conocido como Matapiñoneras, y el nuevo estadio ocupa la ubicación del anterior ya que este fue demolido por completo cuando se desarrolló la zona comercial aledaña al estadio, Megapark.

## Datos del club
- Temporadas en 2ª: 0
- Temporadas en 1ª RFEF: 2
- Temporadas en 2ª RFEF: 2
- Temporadas en 2ªB: 20
- Temporadas en 3.ª: 15
- Mejor puesto en la liga: 6º (Segunda B, temporadas 1999-00 y 2006-07)
- Peor puesto en la liga: 16º (Tercera División, temporada 1991-92)

### Temporadas
| Temporada   | Division | Puesto | Copa del Rey |
| ----------- | -------- | ------ | ------------ |
| desde 71-72 | Regional | —      |              |
| a 84-85     | Regional | —      |              |
| 1985/86     | 3ª       | 13     |              |
| 1986/87     | 3ª       | 7      |              |
| 1987/88     | 2ªB      | 13     |              |
| 1988/89     | 2ªB      | 16     |              |
| 1989/90     | 3ª       | 7      |              |
| 1990/91     | 3ª       | 13     |              |
| 1991/92     | 3ª       | 16     |              |
| 1992/93     | 3ª       | 4      |              |
| 1993/94     | 2ªB      | 10     |              |
| 1994/95     | 2ªB      | 6      |              |
| 1995/96     | 2ªB      | 17     |              |
| 1996/97     | 3ª       | 6      |              |
| 1997/98     | 3ª       | 4      |              |
| 1998/99     | 2ªB      | 14     | 1/32         |
| 1999/00     | 2ªB      | 6      |              |
| 2000/01     | 2ªB      | 18     | 1/32         |
| 2001/02     | 3ª       | 1      |              |
| 2002/03     | 3ª       | 1      | 1/32         |
| 2003/04     | 2ªB      | 13     | 1/32         |
| 2004/05     | 2ªB      | 14     |              |
| 2005/06     | 2ªB      | 10     |              |
| 2006/07     | 2ªB      | 6      |              |
| 2007/08     | 2ªB      | 19     |              |
| 2008/09     | 3ª       | 13     |              |
| 2009/10     | 3ª       | 13     |              |
| 2010/11     | 3ª       | 4      |              |
| 2011/12     | 2ªB      | 14     |              |
| 2012/13     | 2ªB      | 17     |              |
| 2013/14     | 3ª       | 4      |              |
| 2014/15     | 3ª       | 6      |              |
| 2015/16     | 3ª       | 1      |              |
| 2016/17     | 2ªB      | 16     |              |
| 2017/18     | 2ªB      | 10     |              |
| 2018/19     | 2ªB      | 8      |              |
| 2019/20     | 2ªB      | 20     | 1/32         |
| 2020/21     | 2ªB      | 2      |              |
| 2021-22     | 1ª RFEF  | 10     | 2ª ronda     |
| 2022-23     | 1ª RFEF  | 17     |              |
| 2023-24     | 2ª RFEF  | 2      |              |

## Palmarés

### Campeonatos nacionales
- Tercera División de España (3): 2001-02 (Grupo VII), 2002-03 (Grupo VII) y 2015-16 (Grupo VII).
- Subcampeón de Segunda Federación (1): 2023-24 (Grupo V).
- Subcampeón de Segunda División B de España (1): 2020-21 (Grupo V).[6]

### Campeonatos regionales
- 2.ª Regional Ordinaria Castellana (1): 1976-77 (Grupo 2) (como G. E. San Sebastián de los Reyes E. D.).[7]
- Copa RFEF (Fase Regional de Madrid) (3): 1993-94,[8] 2009-10[9] y 2017-18.[10]
- Subcampeón de la 1.ª Regional Preferente Castellana (1): 1984-85 (Grupo 2).[11]
- Subcampeón de la 1.ª Regional Ordinaria Castellana (1): 1981-82 (Grupo 1).[12]
- Subcampeón de la 2.ª Regional Ordinaria Castellana (1): 1979-80 (Grupo 2).[13]
- Subcampeón de la Copa RFEF (Fase Regional de Madrid) (5): 2011-12,[14] 2012-13,[15] 2018-19,[16] 2020-21[17] y 2023-24.[18]

### Trofeos amistosos
- Trofeo Ciudad de Motril: (1) 2014.
- Trofeo Ciudad de Zamora: (1) 2017.[19]
- Trofeo Memorial Luis Martínez: (1) 2018.[20]

### Palmarés U. D. San Sebastián de los Reyes "B"
Campeonatos regionales
- Primera Regional de Madrid (1): 2019-20 (Grupo 2).[21]
- Segunda Regional de Madrid (1): 2004-05 (Grupo 2).[22]
- Subcampeón de la Primera Regional de Madrid (2): 2009-10 (Grupo 1)[23] y 2011-12 (Grupo 2).[24]

### Palmarés U. D. San Sebastián de los Reyes "C"
Campeonatos regionales
- Tercera Regional de Madrid (1): 2021-22 (Grupo 2).[25]

## Jugadores

### Plantilla y cuerpo técnico 2024/25
- Los jugadores con dorsales superiores al 25 son, a todos los efectos, jugadores del U.D. San Sebastián de los Reyes "B" y como tales, podrán compaginar partidos con el primer y segundo equipo. Como exigen las normas de la LFP, los jugadores de la primera plantilla deberán llevar los dorsales del 1 al 25. Del 26 en adelante serán jugadores del equipo filial.